# Exército Popular Polonês
O Exército Popular Polonês (em polonês/polaco:  Ludowe Wojsko Polskie; LWP)  constituiu a segunda formação das Forças Armadas Polonesas no Oriente em 1943-1945, e de 1945-1989, as forças armadas do Estado comunista polonês (a partir de 1952, a República Popular Polonesa), governada pelo Partido dos Trabalhadores Polacos e depois Partido Operário Unificado Polaco. As forças armadas polonesas lideradas pelos comunistas, permitidas e facilitadas por Josef Stalin, foram o resultado dos esforços feitos no início da década de 1940 na União Soviética por Wanda Wasilewska e Zygmunt Berling.
Os nomes oficiais dessas formações foram: Armia Polska w ZSRR (Exército Polonês na URSS) de 1943 a 1944, Wojsko Polskie (Tropas Polonesas) e Siły Zbrojne Rzeczpospolitej Polskiej (Forças Armadas da República da Polônia) de 1944 a 1952 e a partir de 1952, Siły Zbrojne Polskiej Rzeczypospolitej Ludowej (Forças Armadas da República Popular da Polônia). Em 7 de outubro de 1950, o aniversário da Batalha de Lenino foi declarado o "Dia do Exército Popular Polonês" oficial pelas autoridades da República Popular.

## História

### Segunda Guerra Mundial

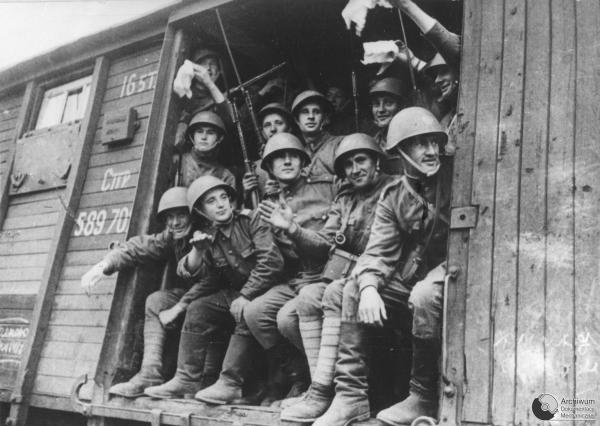
Tropas polonesas, 1943

O que se tornou o LWP foi formado durante a Segunda Guerra Mundial, em maio de 1943, como a 1ª Divisão de Infantaria Tadeusz Kościuszko, que se desenvolveu no Primeiro Exército Polonês, não oficialmente conhecido como Exército de Berling. Devido à escassez de oficiais poloneses e às políticas da União Soviética, em março de 1945, os oficiais do Exército Vermelho Soviético representavam quase 52% do corpo de oficiais (15.492 de 29.372). Cerca de 4.600 deles permaneceram no LWP em julho de 1946. 

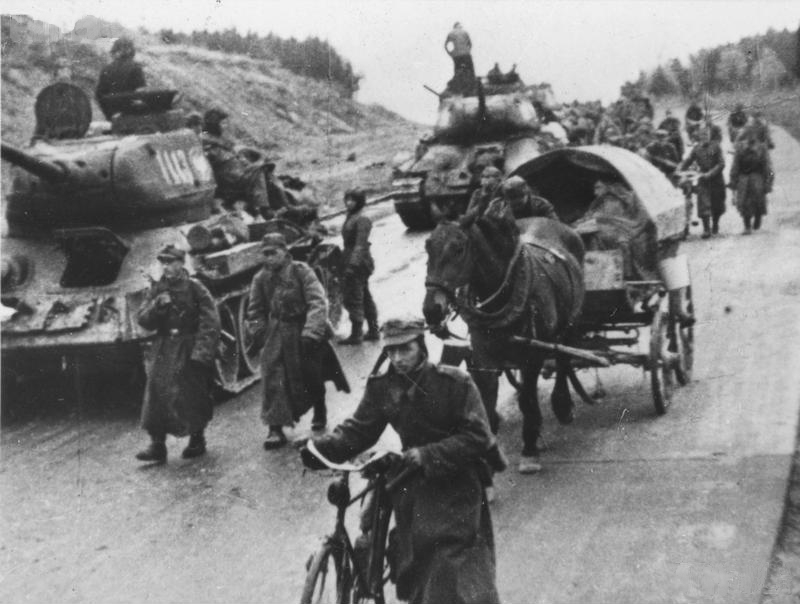
O Primeiro Exército Polonês a caminho de Berlim, 1945

Não foi a única formação polaca que lutou ao lado dos Aliados, nem a primeira formada no Leste. A força polaca anterior formada na União Soviética, conhecida como Exército de Anders, era leal ao governo polaco no exílio e nessa altura já se tinha transferido para o Irã. As forças polonesas lideradas pelos comunistas logo cresceram além da 1ª Divisão em dois comandos principais – o Primeiro Exército Polonês (inicialmente sob o comando de Zygmunt Berling) e o Segundo Exército Polonês (comandado por Karol Świerczewski). O Primeiro Exército Polonês participou da Ofensiva Vístula-Oder, da Batalha de Kolberg e da Batalha final de Berlim. 

### Anos imediatos do pós-guerra

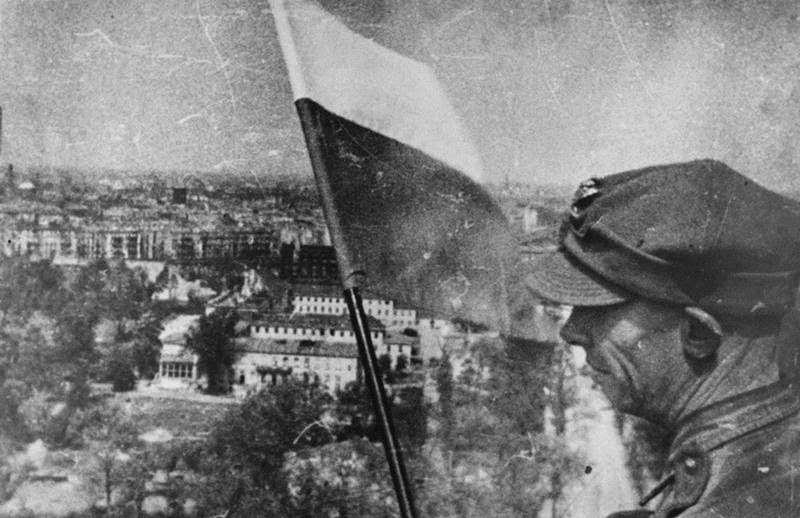
Bandeira polonesa hasteada no topo da Coluna da Vitória em Berlim em 2 de maio de 1945

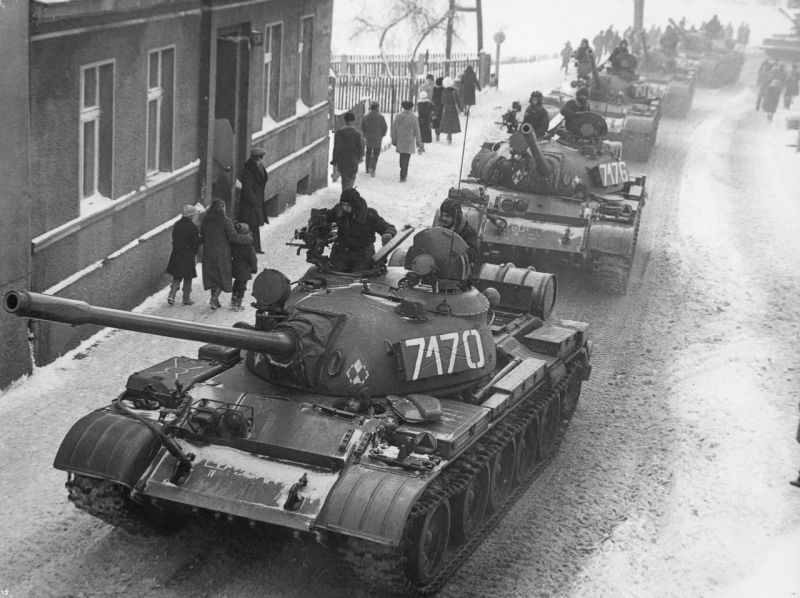
Tanques T-55 A do Exército Popular Polonês (Lei Marcial na Polônia)

Após a guerra, o exército polaco foi reorganizado em seis (mais tarde sete) distritos militares . Estes eram o Distrito Militar de Varsóvia, com sede (QG) em Varsóvia, o Distrito Militar de Lublin, QG em Lublin, o Distrito Militar de Cracóvia, QG em Cracóvia, o Distrito Militar de  Łódź, QG em Łódź, o Distrito Militar de Poznań, QG em Poznań, o Distrito Militar da Pomerânia, QG em Toruń, e o Distrito Militar da Silésia, QG em Katowice.
No final da década de 1940 e início da década de 1950, o Exército Polaco estava sob o comando do Marechal da União Soviética, Marechal da Polônia e Ministro da Defesa da Polónia Konstantin Rokossovsky. Foi cada vez mais integrado na estrutura e organização militar soviética. Este processo foi mitigado após o Outubro Polaco de 1956, quando Władysław Gomułka formalizou aspectos da relação militar da Polônia com a União Soviética.  A sovietização da estrutura das forças armadas foi totalmente eliminada e, assim, as estruturas de combate e de apoio ao serviço foram integradas mais uma vez em formações de combate regulares seguindo o antigo modelo polaco.

### Guerra Fria
Um expurgo antissionista no exército polaco ocorreu em 1968 para remover sistematicamente soldados de origem judaica, após a Guerra dos Seis Dias entre Israel e os países árabes. 

## Características

### Uniforme

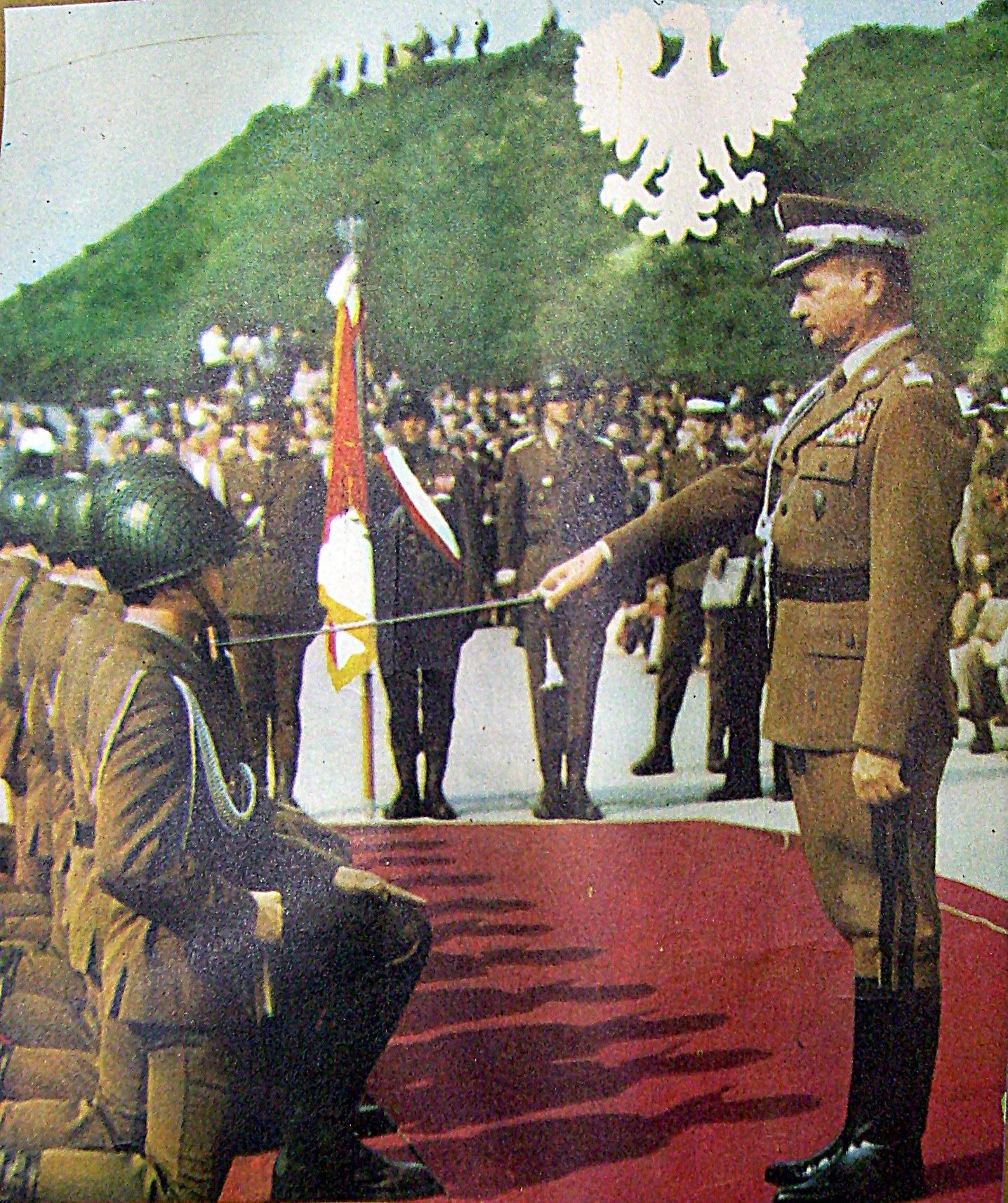
General Wojciech Jaruzelski em 1984

Em 1949, foi feita a primeira reforma uniforme fundamental após a guerra.  As "Regras de vestimenta para os soldados do exército polonês" foram introduzidas e deveriam ser aplicadas a partir de 1º de janeiro de 1951.
No Exército Popular Polonês, foi introduzido um boné de campo flexível modelado no pré-guerra. Após a guerra, os bonés da guarnição do pré-guerra foram usados novamente. As tampas reforçadas só foram usadas até cerca de 1950, quando foram completamente substituídas por tampas redondas. Em 1982, os Rogatywka poloneses, modelados no padrão de 1935, foram restaurados na Companhia Representativa do Exército Polonês. 

### Capelania
Ao longo de todo o período de existência do Exército Popular Polaco, os seus oficiais e soldados receberam cuidados pastorais. Tal serviço foi prestado pelo Gabinete do Reitor Geral do Exército Polonês. 

### Treinamento
Na década de 1980, a República Popular da Polónia tinha 4 academias militares e 11 escolas de oficiais superiores, que treinavam militares auxiliares e correspondiam em classificação a instituições de ensino superior. Em 1954, instrutores de judô dos institutos de cultura física de Varsóvia e Cracóvia participaram do programa de treinamento para guardas de fronteira e militares das unidades aerotransportadas do exército polonês. 

## Equipamento

### Armas
| Arma             | Origem                                                           | Tipo                        | Notas                                   |
| ---------------- | ---------------------------------------------------------------- | --------------------------- | --------------------------------------- |
| P-64             | República Popular da Polônia                                     | Pistola semiautomática      |                                         |
| P-83             | República Popular da Polônia                                     | Pistola semiautomática      |                                         |
| AKM AKMS         | - União Soviética - República Popular da Polônia                 | Fuzil de assalto            | Rifle de edição padrão                  |
| FB Glauberyt     | República Popular da Polônia                                     | Submetralhadora             | Uso limitado                            |
| 7.62 mm pm wz.41 | - União Soviética - República Popular da Polônia                 | Submetralhadora             | PPSh-41 polonês produzido internamente. |
| SWD              | União Soviética                                                  | Rifle de atirador designado | Rifle de atirador padrão da PPA         |
| PK               | - União Soviética - República Popular da Polônia                 | Metralhadora de uso geral   | Metralhadora de uso geral padrão da PPA |
| SKS              | União Soviética                                                  | Fuzil semiautomático        | [ 11 ]                                  |
| Mosin–Nagant     | - União Soviética - República Popular da Polônia - Império Russo | Rifle de ferrolho           | Produzido internamente.                 |
| SG-43 Goryunov   | - República Popular da Polônia - União Soviética                 | Metralhadora                | [ 13 ]                                  |
| RPG-7            | - União Soviética - República Popular da Polônia                 | Arma AT leve                |                                         |

### Forças terrestres
| Tanque    | Origem                                                             | Versão                      | Em serviço | Notas                                                                                     |
| --------- | ------------------------------------------------------------------ | --------------------------- | ---------- | ----------------------------------------------------------------------------------------- |
| T-72      | - União Soviética - República Popular da Polônia - Tchecoslováquia | M, M1                       | 785        |                                                                                           |
| T-54/T-55 | - União Soviética - República Popular da Polônia - Tchecoslováquia | A, AD, AM, AD-1, AD-2, L, U | 2,850      |                                                                                           |
| T-34      | - União Soviética - República Popular da Polônia                   | 85                          | 1,000      | Produzido internamente após o fim da guerra. Foi substituído pelos T-55 em serviço ativo. |
| PT-76     | União Soviética                                                    |                             | 58         |                                                                                           |

| APC/IFV     | Origem                                           | Versão                     | Em serviço | Notas                                                         |
| ----------- | ------------------------------------------------ | -------------------------- | ---------- | ------------------------------------------------------------- |
| BWP-1       | - União Soviética - República Popular da Polônia | IFV                        | 1 400      |                                                               |
| BMP-2       | União Soviética                                  | IFV                        | 62         | Vendido para Angola após a queda do comunismo no país.        |
| OT-64 SKOT  | - Tchecoslováquia - República Popular da Polônia | APC                        | 2 500      | Desenvolvido conjuntamente pela Polónia e pela Checoslováquia |
| OT-62 TOPAS | - Tchecoslováquia - República Popular da Polônia | APC                        | 600        | Desenvolvido conjuntamente pela Polónia e pela Checoslováquia |
| MT-LB       | União Soviética                                  | APC                        | 15         | [ 22 ]                                                        |
| BRDM-2      | União Soviética                                  | Veículos de reconhecimento | 685        |                                                               |
| FUG         | República Popular da Polônia                     | Veículos de reconhecimento | 685        |                                                               |

### Força Aérea
| Modelo         | Origem          | Tipo                  | Em serviço | Notas  |
| -------------- | --------------- | --------------------- | ---------- | ------ |
| MiG-21         | União Soviética | Caça                  | 600        | [ 24 ] |
| MiG-23         | União Soviética | Caça                  | 40         | [ 24 ] |
| MiG-29         | União Soviética | Caça                  | 12         | [ 24 ] |
| Sukhoi Su-7    | União Soviética | Aeronave de Ataque    | 50         | [ 24 ] |
| Su-20          | União Soviética | Aeronave de Ataque    | 40         | [ 25 ] |
| Sukhoi Su-22   | União Soviética | Aeronave de Ataque    | 110        | [ 25 ] |
| Ilyushin Il-28 | União Soviética | Bombardeiro           | 80         | [ 25 ] |
| Antonov An-2   | União Soviética | Transporte            | N/A        | [ 25 ] |
| Antonov An-26  | União Soviética | Transporte            | 20         |        |
| Ilyushin Il-14 | União Soviética | Transporte            | 30         |        |
| Mil Mi-8       | União Soviética | Helicóptero           | 80         |        |
| Mil Mi-2       | União Soviética | Helicóptero           | 200        | [ 26 ] |
| Mil Mi-24      | União Soviética | Helicóptero de ataque | 40         |        |

### Artilharia

#### Artilharia de foguetes
- RM-70 - 30 [27]
- BM-21 Grad - 250 na década de 1980.
- 9K52 Luna-M - 40 lançadores na década de 1980 [28]
- Scud B - 25 lançadores na década de 1980 [29]

#### Artilharia rebocada
- Obuseiro de 122 mm M1938 (M-30) - 715 [30]
- Obuseiro de 152 mm D-20 -166 [31]

##### Artilharia autopropulsada
- 2S1 Gvozdika -498 [32]
- 152 mm SpGH DANA - 111 [32]
- 2S7 Píon - 8 [33]

### Defesa Aérea

#### Mísseis móveis
- 2K12 Kub

- 2K11 Krug
- 9K33 Osa [34]

#### Canhões AA autopropelidos móveis
- ZSU-23-4 Shilka - 150 foram entregues da URSS até 1991 [35]

#### Arma antiaérea rebocada
- Série ZU-23-2 -252 ZU-23 e 72 ZUR-23-2 [22]

## Conflitos
- Batalha de Lenino - 1943
- Batalha de Studzianki - 1944
- Ofensiva Vístula-Oder - 1945
- Batalha de Kolberg - 1945
- Batalha de Bautzen - 1945
- Batalha de Berlim - 1945
- Resistência anticomunista na Polônia (1944-1953)
- Batalhas por Bircza - 1945-1946
- Operação Vístula - 1947
- Protestos de 1956 em Poznań
- Invasão da Tchecoslováquia pelo Pacto de Varsóvia - 1968
- Protestos Poloneses de 1970
- Pacificação de Wujek - 1981
- Lei Marcial na Polônia (13 de dezembro de 1981 – 22 de julho de 1983)